# Komeet

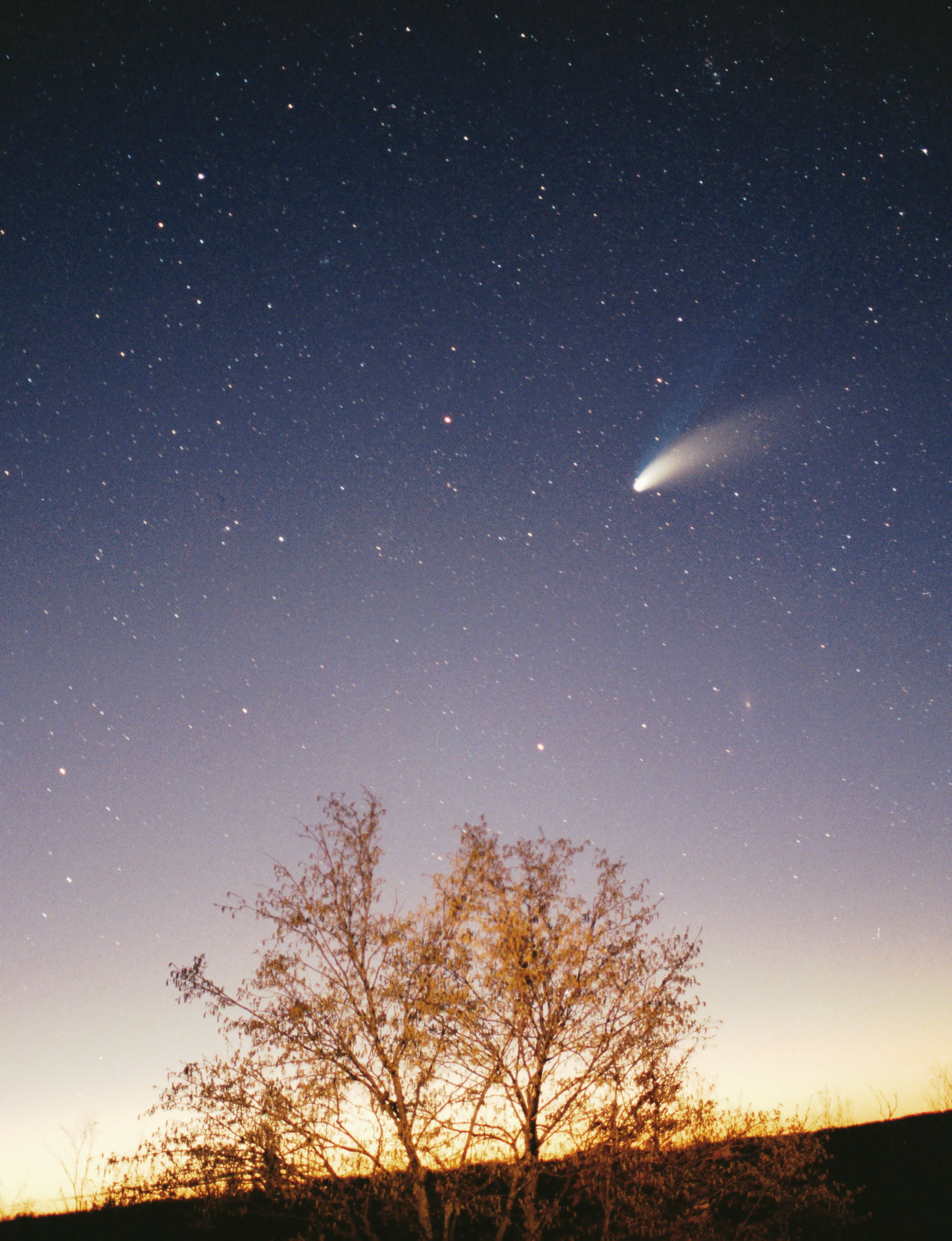
Komeet Hale-Bopp op 29 maart 1997 gefotografeerd boven Pazin, Kroatië

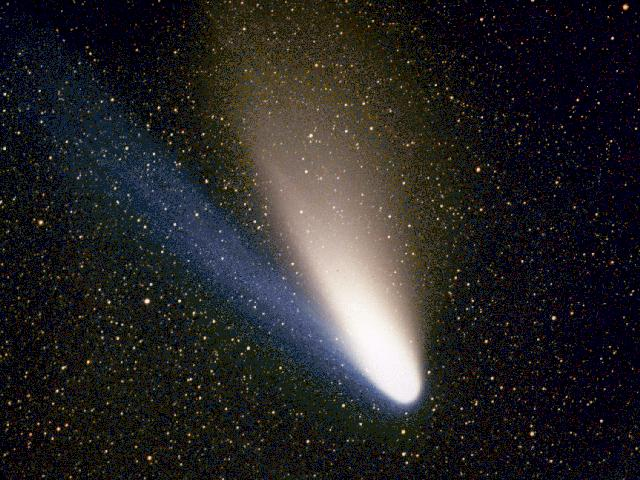
Komeet Hale-Bopp (11 maart 1997) met blauwe plasma- en witte stofstaart. In beide staarten zijn stralen en pieken te onderscheiden. Blackwater Falls State Park, Davis (West Virginia) met een 20-cm f/1.5 Schmidt telescoop, belichtingstijd 1 minuut. Uit de foto valt af te leiden dat de zon zich rechtsonder bevindt (want de plasmastaart wijst van de zon af) en dat de komeet zich naar links beweegt (want de stofstaart blijft achter).

Kometen zijn relatief kleine hemellichamen die in een vaak langgerekte elliptische baan rond een ster draaien en uit ijs, gas en 
stof bestaan ("vuile sneeuwballen").
Wanneer een komeet dicht genoeg bij een ster komt en warmer wordt, sublimeert een deel van de materie waaruit ze bestaat om een zogenaamde coma en een komeetstaart te vormen. Vaak hebben kometen twee staarten: een plasmastaart en een stofstaart, die allebei van de ster of de zon afgekeerd staan. Het vaste deel van de komeet is de komeetkern en kan een doorsnede hebben van 1 tot 50 kilometer. De diameter van de coma daaromheen kan sterk variëren: van 100 000 tot 1 000 000 kilometer. De lengte van de staart kan meer dan 150 miljoen kilometer worden. Wanneer de komeet zich verwijdert van de ster verdwijnen coma en staart weer. Een uitgedoofde komeet bevat zo weinig ijs meer dat geen coma en staart gevormd worden in het perihelium. 
De omlooptijd rond de ster kan van enkele jaren (bijv. komeet Encke) tot vele duizenden jaren bedragen. Sommige kometen verlaten het zonnestelsel na de periheliumpassage door storingen door planeten tijdens hun omloopbaan. Kometen met een perihelium zeer dicht bij de zon worden zonscherende kometen genoemd. 
Een komeet die bijzonder spectaculair is en veel indruk maakt wordt wel 'grote komeet' genoemd. Een voorbeeld is de Grote Komeet van 1811.
De 4001 tot nu toe (maart 2025) bekende kometen zijn vrijwel allemaal interplanetair, op de  interstellaire kometen 2I/Borisov en 3I/ATLAS na.

## Etymologie
Het woord komeet is afgeleid van het Latijnse woord cometes, wat weer is afgeleid van het Griekse κομήτης (komētēs), letterlijk langharige, en afstamt van het woord κόμη (komē), wat op diens beurt haar van het hoofd betekent. De Griekse wetenschapper en filosoof Aristoteles gebruikte voor het eerst de afgeleide vorm van κόμη, κομήτης, om te beschrijven wat hij zag als sterren met haar. Het astronomische symbool voor kometen is (☄), bestaande uit een kleine schijf met drie haarachtige extensies.

## Uiterlijk en samenstelling

Diagram van een komeet.
a. Kern, b. Coma, c. Plasmastaart, d. Stofstaart, e. Waterstofschil, f. Bewegingsrichting van de komeet, g. Richting naar de zon

Komeet en staarten in baan om de zon. 1: plasmastaart. 2: stofstaart

### Kern
De kern van een komeet is het vaste, centrale deel van de komeet, die soms 'vuile sneeuwbal' genoemd wordt (volgens een theorie voorgesteld door Fred Whipple). De kern van een komeet bestaat uit gesteente, stof en bevroren gassen ('ijs'). Bij verhitting door de zon sublimeert het ijs en produceren de gassen, die door de sublimatie worden geproduceerd, een atmosfeer (genaamd coma) die de kern omringt. De kracht die op de coma wordt uitgeoefend door de stralingsdruk van de zon en de zonnewind veroorzaakt de vorming van een enorme staart, die van de zon af wijst. Een klassieke komeetkern heeft een albedo van ongeveer 0,04.

### Coma
Het gas vormt een wolk om de kern, die bekendstaat als de coma. Door de geringe zwaartekracht van de komeetkern is de coma begrensd doordat de moleculen in deze wolk afgebroken worden onder invloed van zonlicht.

### Plasmastaart
De overgebleven, geladen molecuulfragmenten worden vervolgens opgeveegd door de zonnewind, die ze meesleept in de vorm van een rechte staart. Het gaat vooral om H2O+, OH+, CO+, CO2+, CH+ en N2+. Deze plasmastaart of ionenstaart is vaak blauw op foto's. De breedte ligt tussen de 100.000 en 1 miljoen kilometer, terwijl de lengte in zichtbaar licht meestal miljoenen kilometers bedraagt, soms meer dan 1 AU. Plasmastaarten wijzen altijd van de zon af. Plasmastaarten heten type I-staarten.
Deze staarten vertonen een gedetailleerde, veranderlijke structuur, karakteristiek voor gemagnetiseerde plasma's zoals in de zonnecorona.
Men ziet
1. stralen: dunne bundels met dikte 4000 tot 8000 kilometer;
2. knopen en kronkels die beweging en versnelling van de komeetkop af laten zien. Voorkomende snelheden zijn 10 km/s bij de kop tot 250 km/s aan het andere uiteinde van een komeet.

Soms komt een plasmastaart los van de komeet, waarschijnlijk door wisselwerking met de zonnewind.
De Komeet Hale-Bopp had een gasstaart die oplichtte in geel natriumlicht.

### Stofstaart
Kometen hebben vaak nog een tweede staart, de stofstaart. Deze staart bestaat uit stofdeeltjes, die de ruimte in gejaagd worden onder het geweld van het gas dat van de komeetkern verdampt. Deze deeltjes zijn - anders dan de gassen in de ionenstaart - zwaar genoeg om volgens de wetten van Kepler een gebogen baan te volgen. De stofstaart wijst ook van de zon af, maar maakt een hoek van een paar graden met de richting naar de zon: hij loopt achter op de beweging van de komeet. De stofdeeltjes in deze staart weerkaatsen zonlicht, waardoor de staart wit oplicht. Stofstaarten heten type II (of III) staarten en kunnen 10 miljoen kilometer lang zijn. Binnen de stofstaart ziet men soms
1. synchrone banden vanuit de kern van de komeet
2. striae, een reeks smalle, evenwijdige banden die niet naar de komeetkern wijzen. Ze worden meestal ver weg van de komeetkern waargenomen.
3. stofsporen, smalle details die als lange bogen waargenomen worden in het infrarood
4. piek of waaier naar de zon toe
5. neck line structure aan de schaduwkant van de coma

### Uiteenvallen

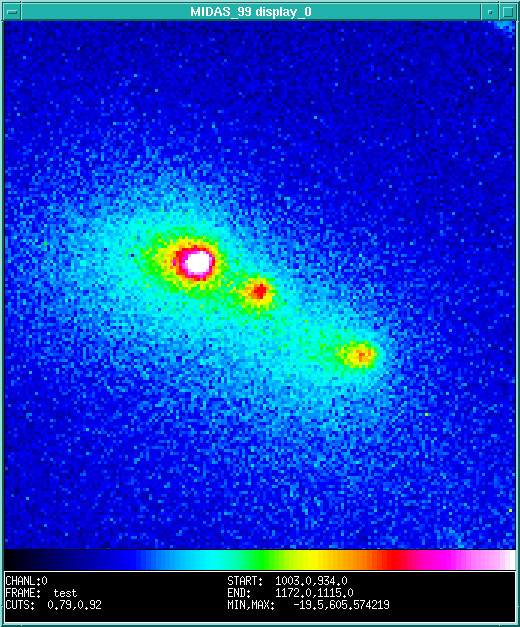
De uiteenvallende komeet 73P/Schwassmann-Wachmann

Sommige kometen vallen door de getijdekrachten van de zon of Jupiter in brokstukken uit elkaar, zoals komeet 3D/Biela in de negentiende eeuw, Komeet Shoemaker-Levy 9 in 1992 en Komeet 73P/Schwassmann-Wachmann in 1995. Uiteengevallen kometen zijn de oorzaak van het ontstaan van meteorenzwermen.

## Naam
Voor 1994 kreeg een komeet na ontdekking een naam bestaande uit het jaartal en een kleine letter. Na de periheliumpassage werd dit veranderd in het jaartal en een Romeins cijfer. Zo werd Komeet Kohoutek 1973f en 1973XII genoemd.
Sinds 1994 krijgen nieuw ontdekte kometen van de Internationale Astronomische Unie eerst een voorlopige naam. Als de baanelementen nauwkeurig genoeg bepaald zijn volgt een definitieve naam.
De voorlopige naam bestaat uit het jaar van ontdekking, gevolgd door een hoofdletter (A-Y, met uitzondering van I) en een volgnummer. De hoofdletter is A voor kometen ontdekt in de eerste helft van januari (1-15), B voor kometen ontdekt voor kometen ontdekt in de tweede helft van januari (16-31), etc. Komeet Hyakutake was 1996 B2, de tweede komeet ontdekt in de tweede helft van januari 1996. 
Wanneer de baan beter bepaald is volgt een tweede letter:
- P - de periode van de omloopbaan is minder dan 200 jaar of er zijn minstens twee periheliumdoorgangen waargenomen
- C - de periode van de omloopbaan is groter dan 200 jaar
- X - de omloopbaan kan niet bepaald worden
- D - een periodieke komeet die verdwenen is of niet meer bestaat
- A - er wordt achteraf vastgesteld dat het een planetoïde is
- I - het is een interstellair object dat het zonnestelsel slechts passeert

Ook wordt de naam van de ontdekker of de satelliet die de komeet ontdekt heeft toegevoegd.
Komeet Hyakutake is daarom C/1996 B2 (Hyakutake).
Kometen met een korte periode, verdwenen kometen, en interstellaire objecten ontvangen daarnaast een volgnummer, zoals 21P/Giacobini-Zinner (de 21e periodieke komeet), 5D/Brorsen, of 2I/Borisov. Op 2 februari 2023 waren 456 kort-periodische kometen bekend.

## Oorsprong
Men neemt aan dat kometen restanten zijn van de tijd van de vorming van het zonnestelsel, brokken ijs met afmetingen tussen 1 en 50 km die in de buitenste delen van de zonnenevel gevormd werden. Door gravitationele perturbaties, veroorzaakt door de zwaartekrachtsvelden van de grote planeten, kunnen ze in een elliptische banen terechtkomen waardoor ze de binnenste delen van het zonnestelsel kunnen bereiken. Van kometen met kortere omlooptijden wordt gedacht dat ze uit de Kuipergordel afkomstig zijn (buiten de baan van Neptunus). Kometen met een langere omlooptijd hebben een oorsprong verder van de zon, in de zogenoemde Oortwolk. Ze hebben daarmee een andere oorsprong dan planetoïden.

### De Oortwolk

Verbeelding van de Oortwolk en de Kuipergordel

Kometen hebben een elliptische baan, die soms zo excentrisch is dat ze bijna parabolisch is. De Nederlandse astronoom Jan Hendrik Oort leidde in 1950 uit deze banen af, dat langperiodische kometen afkomstig zijn uit een grote wolk op zo'n 10.000 astronomische eenheden van de zon (1 AE = gemiddelde afstand aarde-zon of ca. 150 miljoen km). Deze wolk wordt de Oortwolk genoemd. Af en toe wordt zo'n baan verstoord en raakt de komeet in een sterk excentrische baan die haar dicht in de buurt van de zon brengt. Het bestaan van deze wolk is hypothetisch en dus vooralsnog niet bewezen.

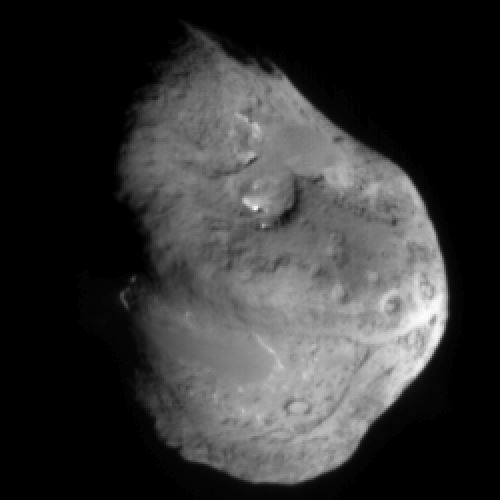
De kern van de komeet Tempel 1, gefotografeerd door de ruimtesonde Deep Impact. Deze komeetkern heeft een diameter van ongeveer 6 km.

### De Kuipergordel
Een jaar later wees de Nederlands-Amerikaanse astronoom Gerard Kuiper erop dat er nog komeetachtige objecten zouden moeten overblijven in de buitenste planetaire gebieden nadat het zonnestelsel zich gevormd had. Hij suggereerde het bestaan van een gordel van "slapende" kometen net buiten de banen van de planeten op zo'n 30-100 AE afstand; deze gordel staat vandaag bekend als de Kuipergordel. We weten nu dat de Kuipergordel de bron is van kometen met een relatief korte omlooptijd. Objecten in de Kuipergordel kunnen soms door de zwaartekrachtinvloed van een ander object van baan veranderen, zodat ze in de richting van de zon bewegen en daarna onder invloed van de zwaartekracht van de grote planeten verder naar binnen getrokken worden.
De Oortwolk is daarentegen de bron van kometen met een lange omlooptijd. Ze worden periodisch uit hun baan getrokken door externe invloeden, misschien door de zwaartekracht van een passerende ster of een ander hemellichaam of getijdenkrachten van de Melkweg.
Behalve hun herkomst en de duur van hun omloop, is er nog een verschil tussen kometen met korte omloop en kometen met lange omloop. Doordat de Oortwolk het hele zonnestelsel omringt, zijn de kometen uit deze wolk niet gebonden aan het vlak van de ecliptica, waardoor ze van overal aan de hemel vandaan kunnen komen. De Kuipergordel ligt daarentegen in het vlak van de ecliptica en kometen uit de Kuipergordel bewegen daarom zelf in dit vlak.
De precieze samenhang tussen Oortwolk en Kuipergordel is niet bekend. Door middel van het onderzoek naar kometen en hun samenstelling hopen sterrenkundigen deze te ontrafelen.

## Onderzoek naar kometen

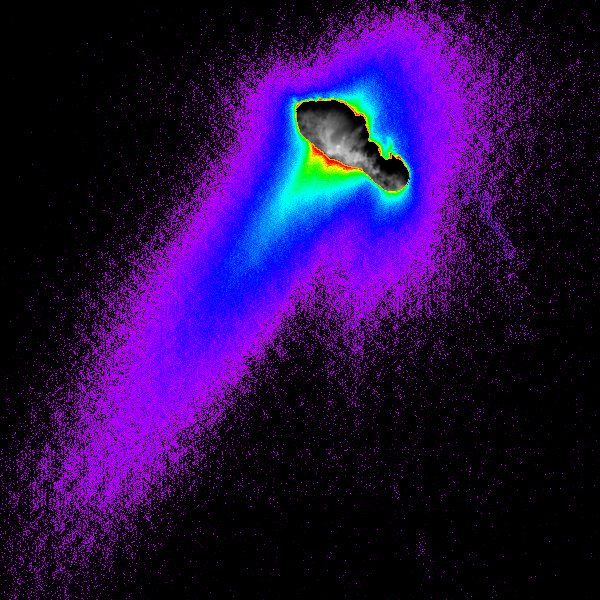
Komeet 19/P Borrelly in infrarood

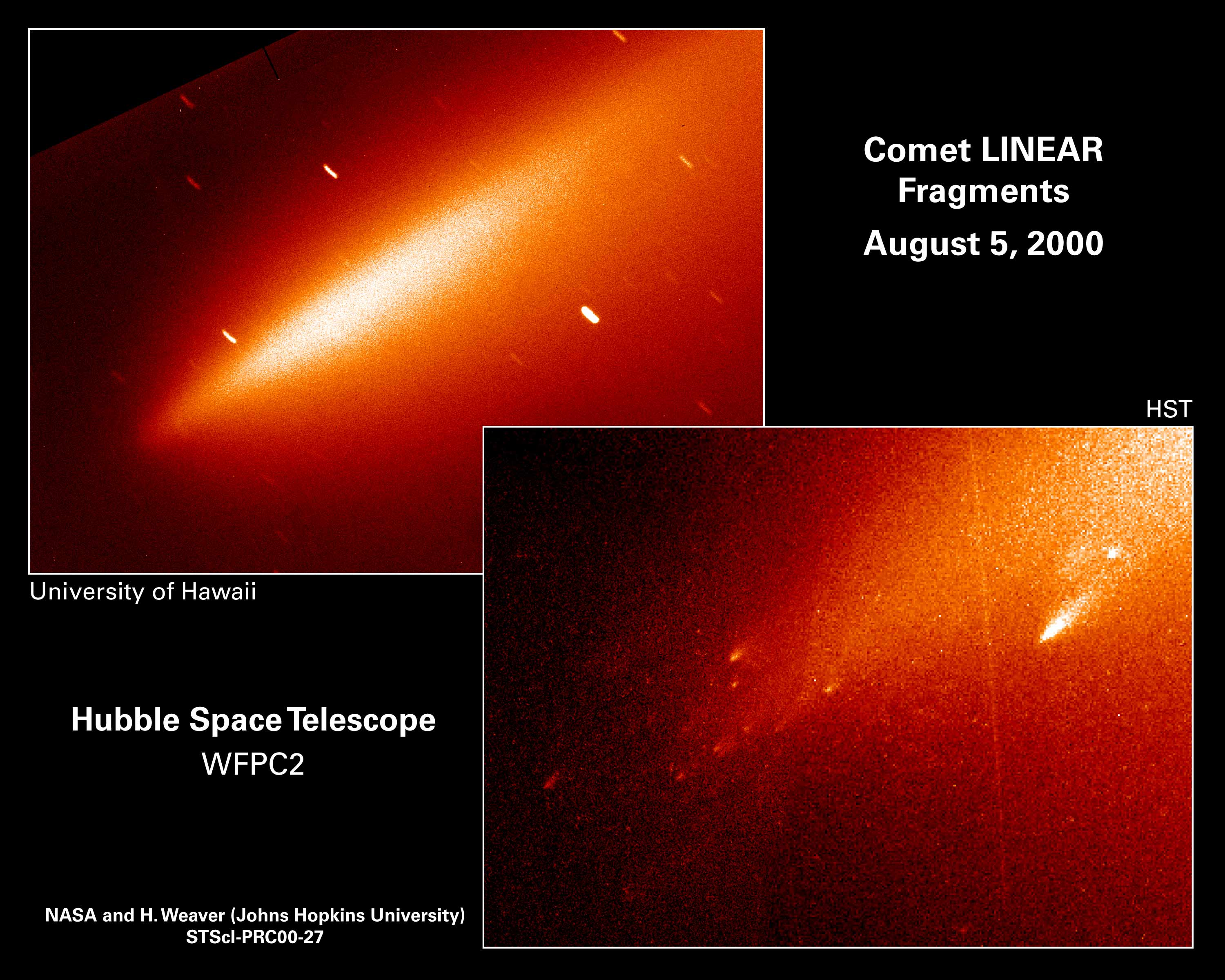
Komeet Linear

Kometen bevinden zich het overgrote deel van hun bestaan ver weg van de invloed van de zon en zijn in hun bevroren toestand niet veel veranderd sinds het ontstaan van het zonnestelsel. Het zijn tevens de bouwstenen van het buitenzonnestelsel. Tevens toont de geologie van de planeten aan dat ze onder een hevig bombardement van kometen en planetoïden lagen. De eerste tekenen van leven op aarde dateren van kort na die periode. Een mogelijke hypothese is dat zowel het water als de bouwstenen voor leven door middel van kometen op aarde is gekomen.
Vanwege dit verband met het ontstaan van het zonnestelsel, is er in de wetenschap een grote belangstelling voor kometen. Recente ruimtemissies zijn Giotto, Vega en ICE (1986, komeet Halley), Stardust (komeet Wild, brengt januari 2006 kometenstof terug naar aarde), Deep Impact (onderzocht het binnenste van komeet Tempel 1 door er een koperen kogel in te schieten, kwam aan op 4 juli 2005) en Rosetta (plaatste op 12 november 2014 de lander Philae op komeet 67P/Tsjoerjoemov-Gerasimenko).
Met Giotto bleek de kern van Komeet Halley een langwerpig, taps voorwerp te zijn (ongeveer 16 × 8 km in projectie, dus vergelijkbaar met Texel), met stof/water-fonteinen op 10% van het oppervlak en een temperatuur van 320 - 400 K en albedo 0,04. Er waren bergen en dalen te zien.
Kometen kunnen worden waargenomen in zichtbaar licht (fotometrie en spectrometrie), maar ook in röntgenstraling, ultraviolet, infrarood en radiostraling zowel vanaf de aarde als met satellieten in een baan om de aarde.
Met satellieten als ROSAT en het Chandra X-Ray Observatory is röntgenstraling waargenomen van tientallen kometen, onder meer van Hyakutake, Encke en LINEAR. Er was geen verband met de röntgenstraling van de zon. Er werd lijnemissie gevonden van C4+, C5+, N4+, N5+, O6+ en O7+, naast een zacht continuümspectrum van thermische remstraling met bijvoorbeeld kT ~0,3 keV.

## Enkele bekende kometen
Veruit de bekendste komeet is de komeet Halley, genoemd naar de Britse astronoom die er voor het eerst de omloopperiode van berekende (76 jaar). Recente met het blote oog zichtbare kometen waren die van Halley, Hyakutake, McNaught, die op het zuidelijk halfrond zelfs overdag zichtbaar was, en 17P/Holmes. De komeet Shoemaker-Levy 9 kwam in het nieuws omdat deze bij de ontdekking in 1993 al in stukken was gebroken, en ongeveer een jaar later te pletter sloeg op de planeet Jupiter. Deze komeet bood wetenschappers een unieke blik op de structuur van de komeetkern.
- Komeet 26P/Grigg-Skjellerup

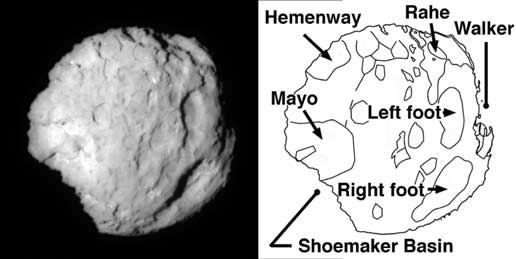
Komeet Wild 2 heeft fonteinen op de verlichte en donkere kanten en reliëf en is droog.

- Komeet C/1811 F1, beter bekend als de Grote Komeet van 1811.
- Komeet 29P/Schwassmann-Wachmann (Schwassmann-Wachmann 1)
- Komeet 109P/Swift-Tuttle
- Komeet 73P/Schwassmann-Wachmann (Schwassmann-Wachmann 3, is uiteengevallen, perihelium 6 juni 2006)

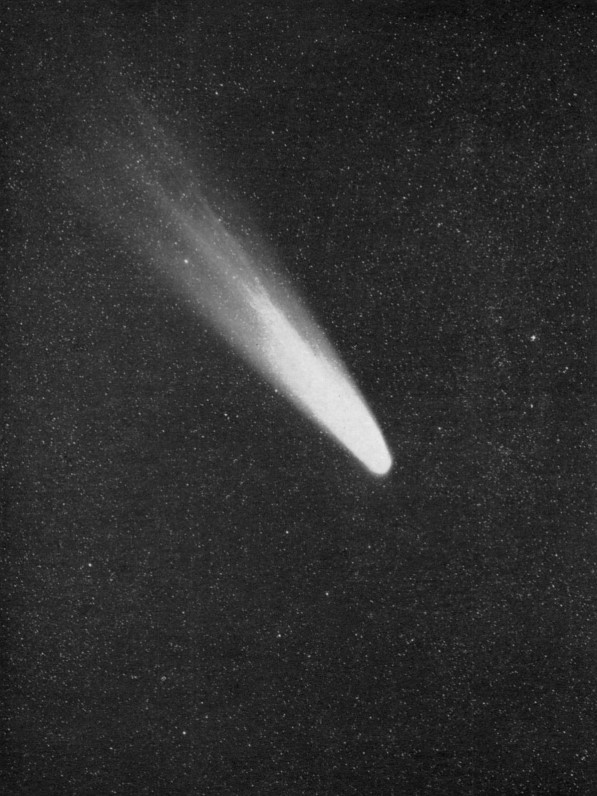
Komeet Arend-Roland (perihelium in april 1957) 1957
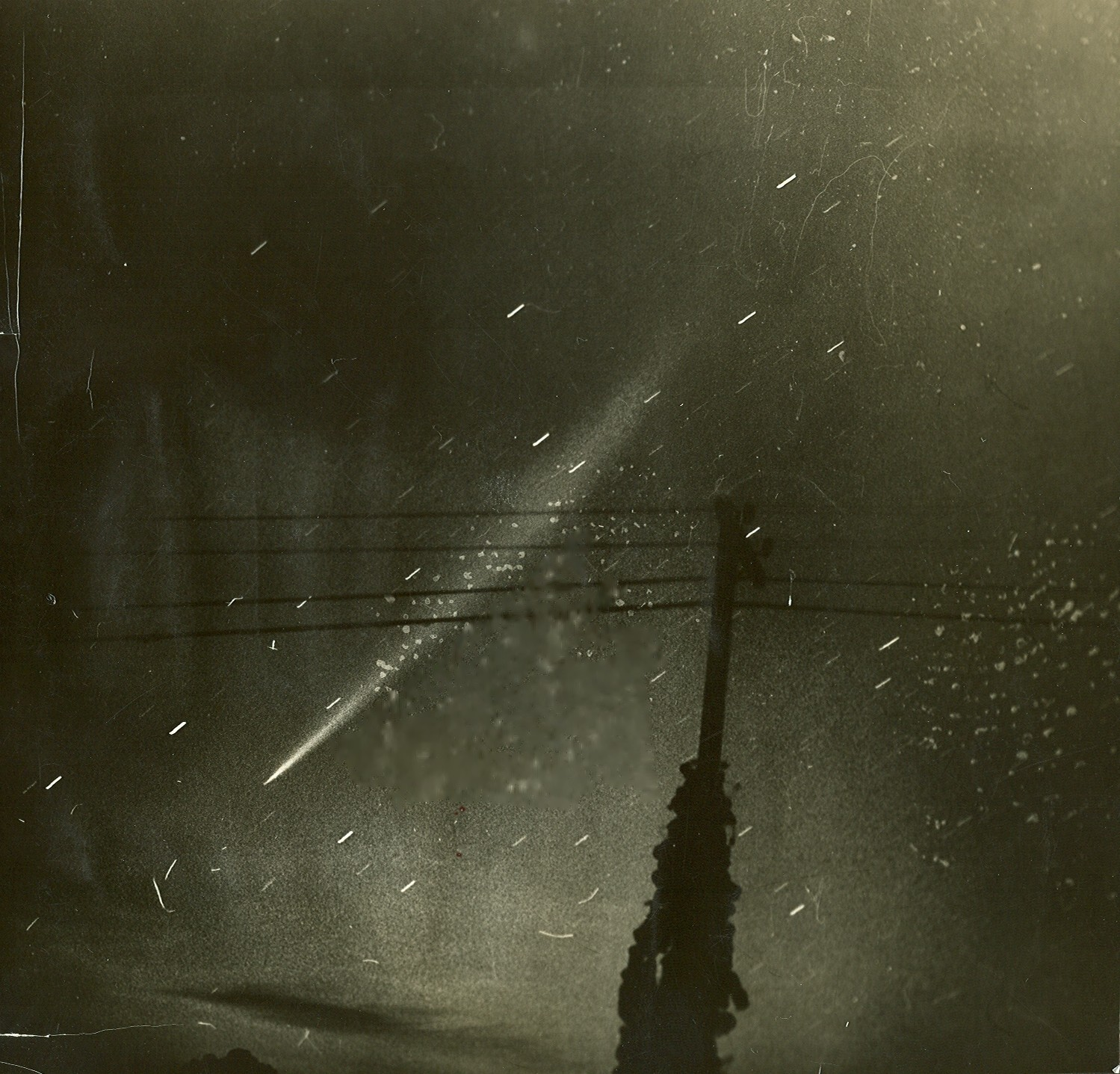
Komeet Ikeya-Seki (C/1965 S1, 1965 VIII en 1965f, perihelium in oktober 1965) 1965
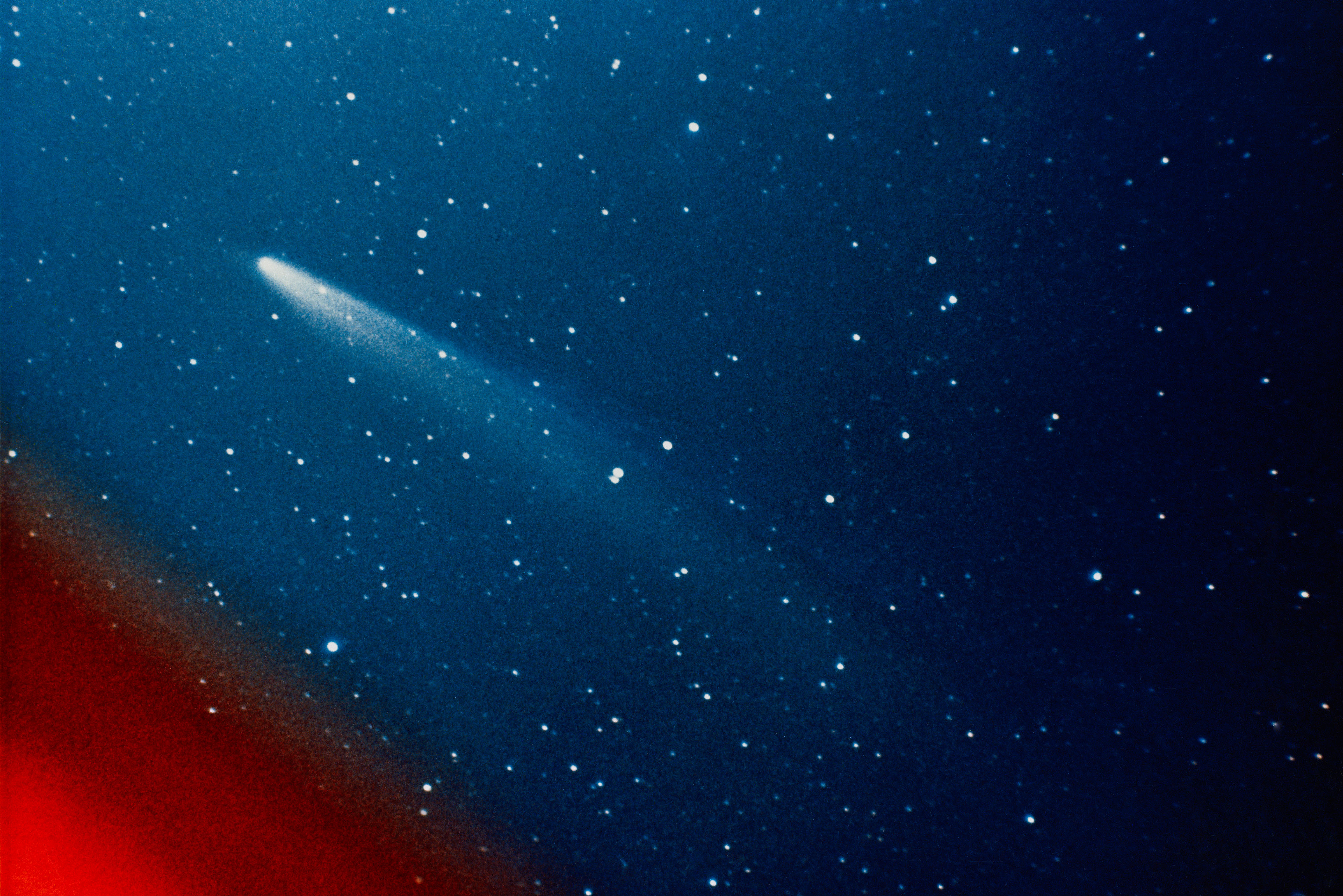
Komeet Kohoutek (C/1973 E1, 1973 XII en 1973f, perihelium in december 1973) 11 januari 1974
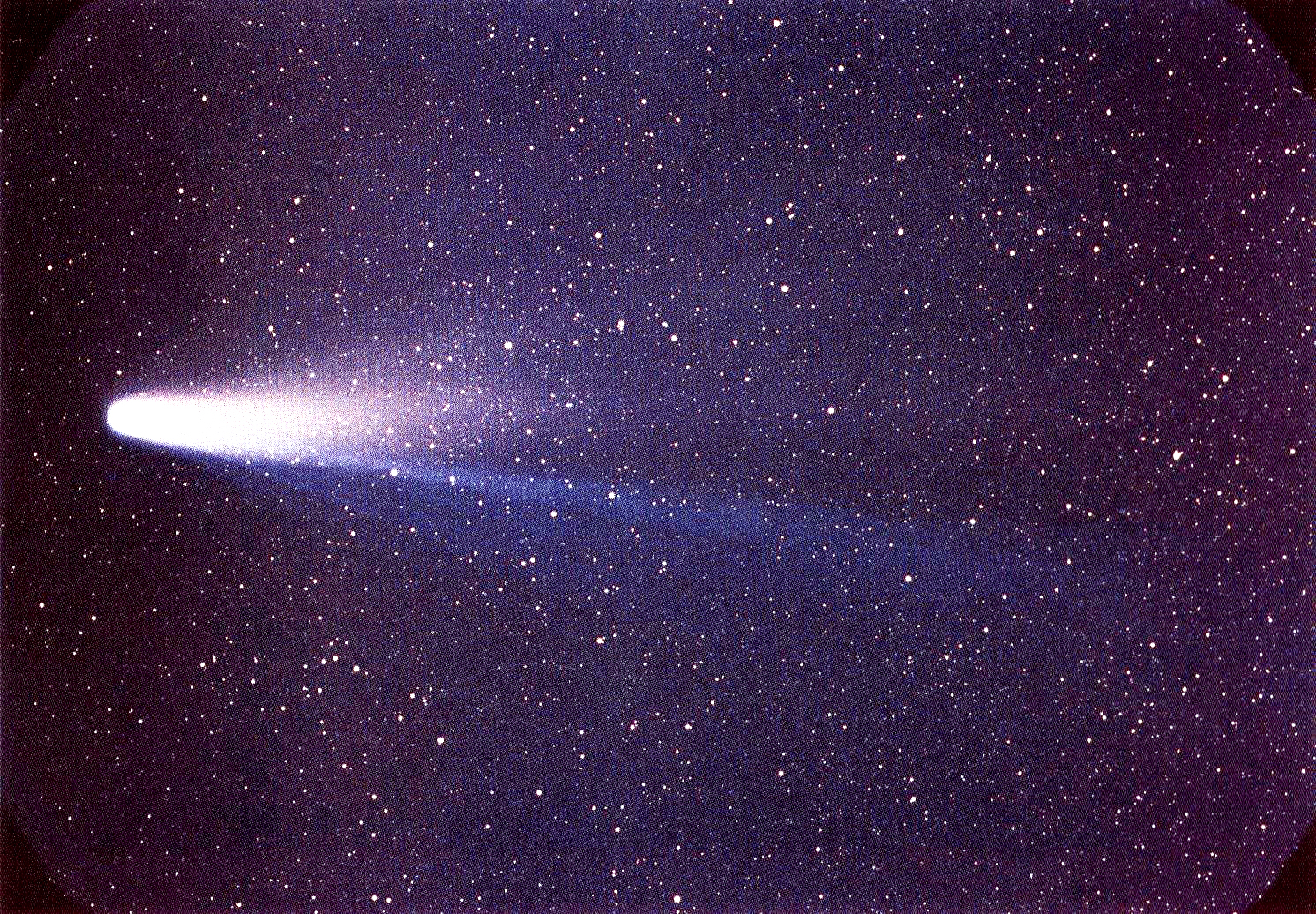
Komeet 1P/Halley 8 maart 1986
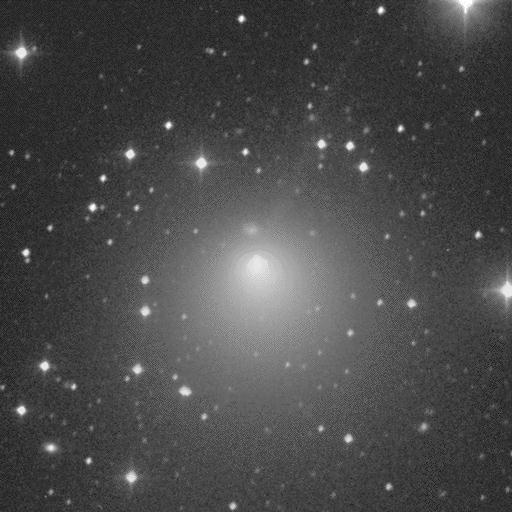
Komeet 2P/Encke 5 januari 1994
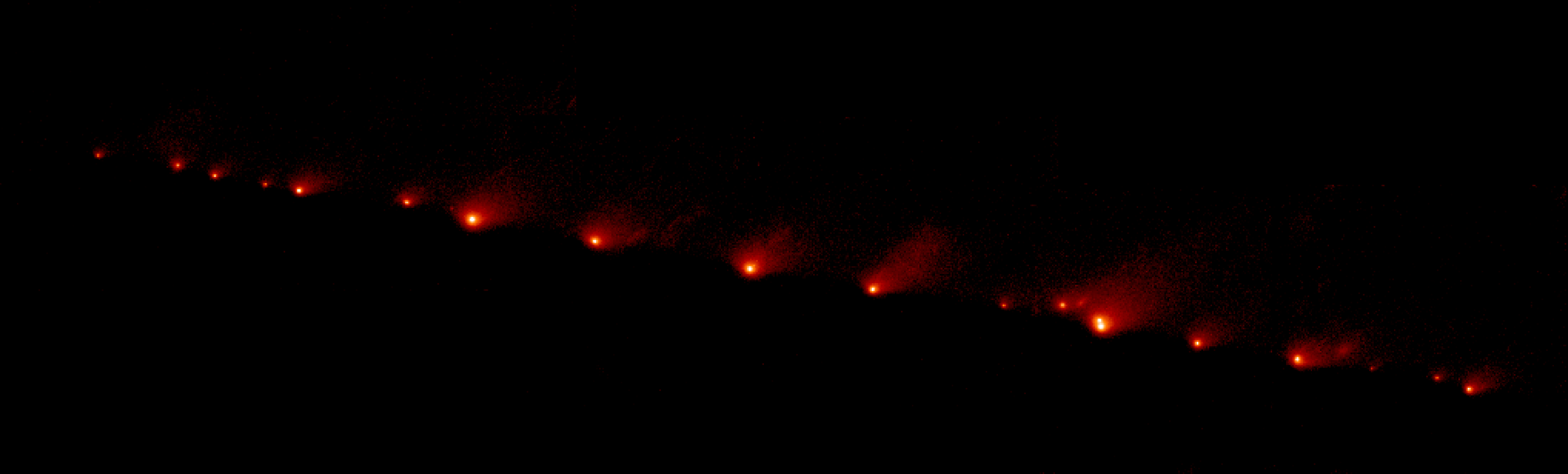
Komeet Shoemaker-Levy 9 (D/1993 F2, uiteengevallen, inslag op Jupiter in juli 1994)
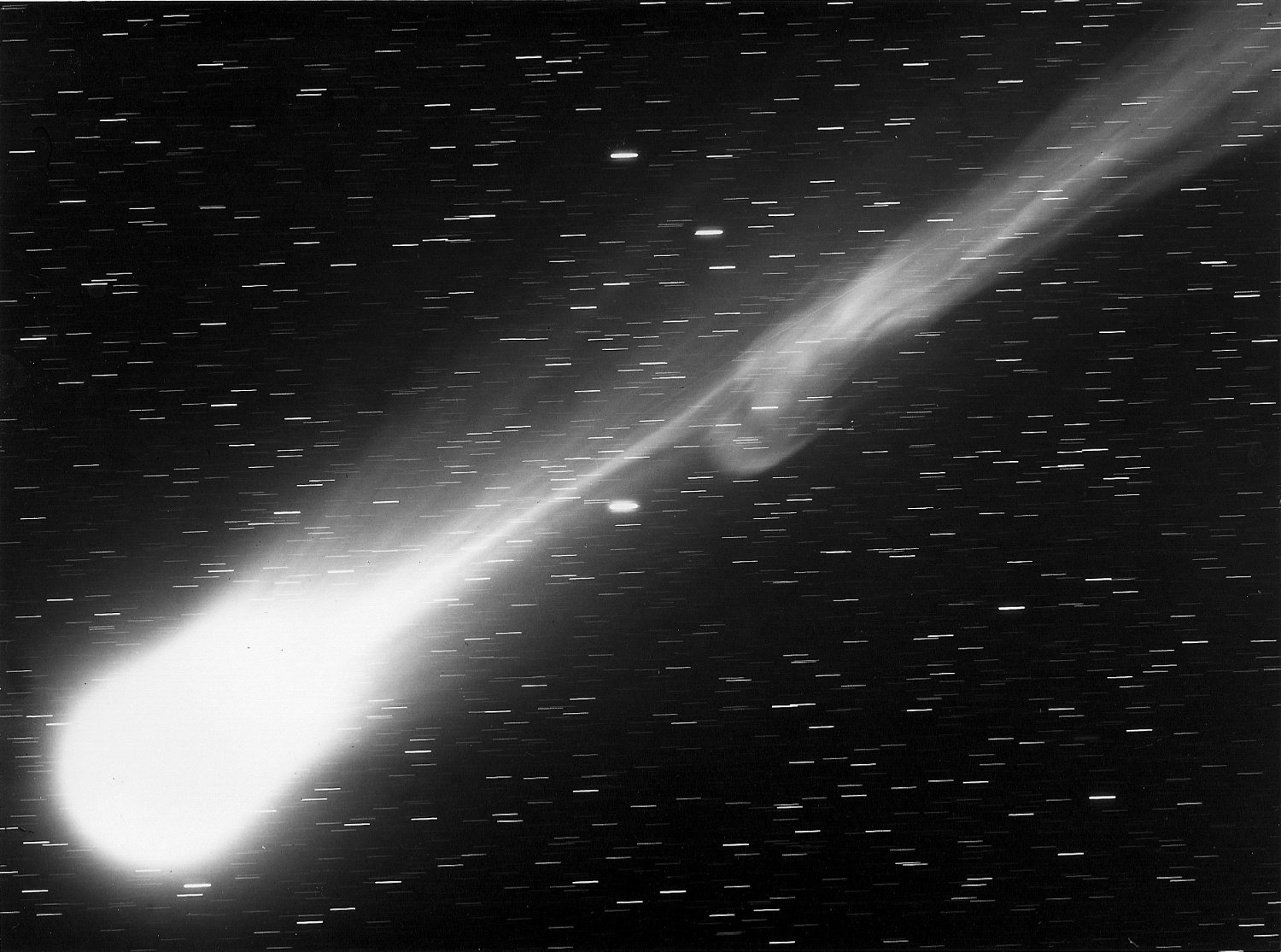
Komeet Hyakutake (C/1996 B2, perihelium in mei 1996) 25 maart 1996
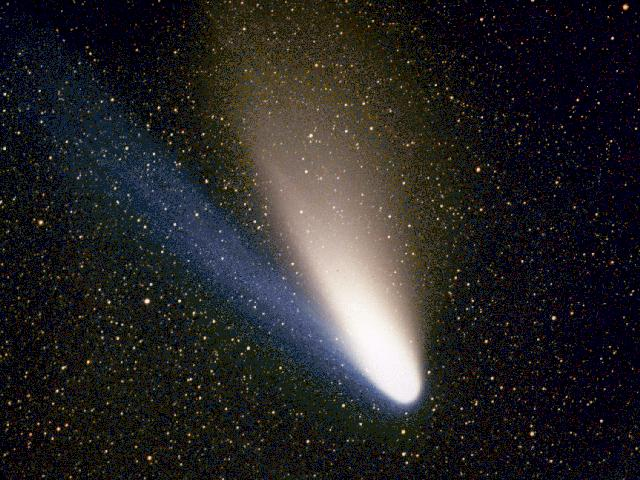
Komeet Hale-Bopp (C/1995 O1, perihelium in april 1997) 11 maart 1997
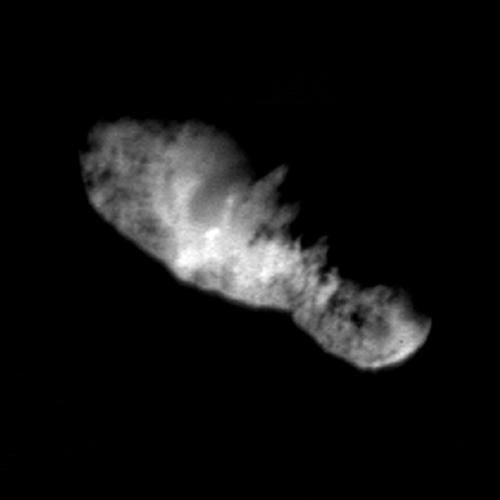
Komeet 19/P Borrelly 22 september 2001
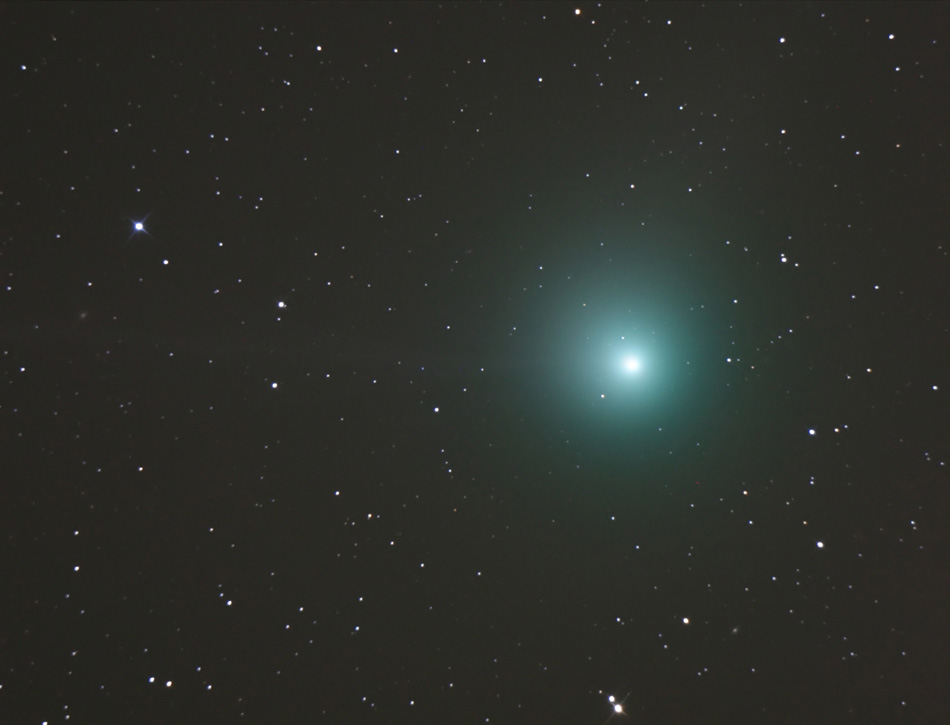
Komeet Machholz (C/2004 Q2, perihelium in januari 2005) 10 december 2004
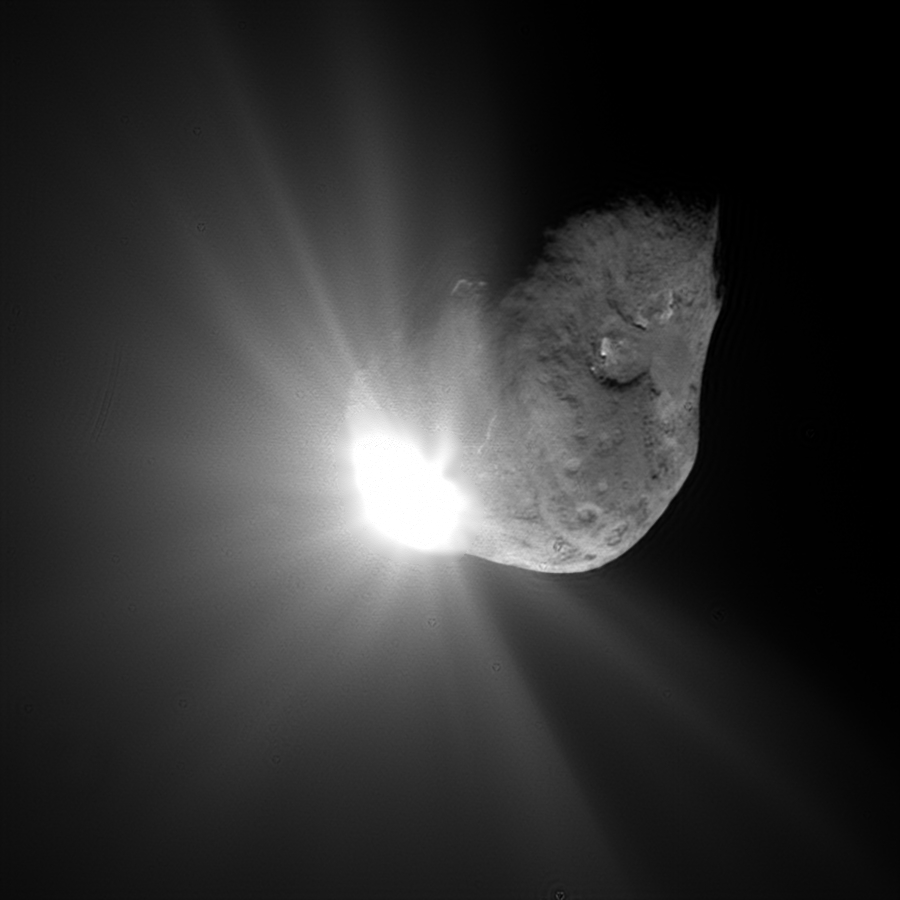
Komeet 9P/Tempel 1 4 juli 2005
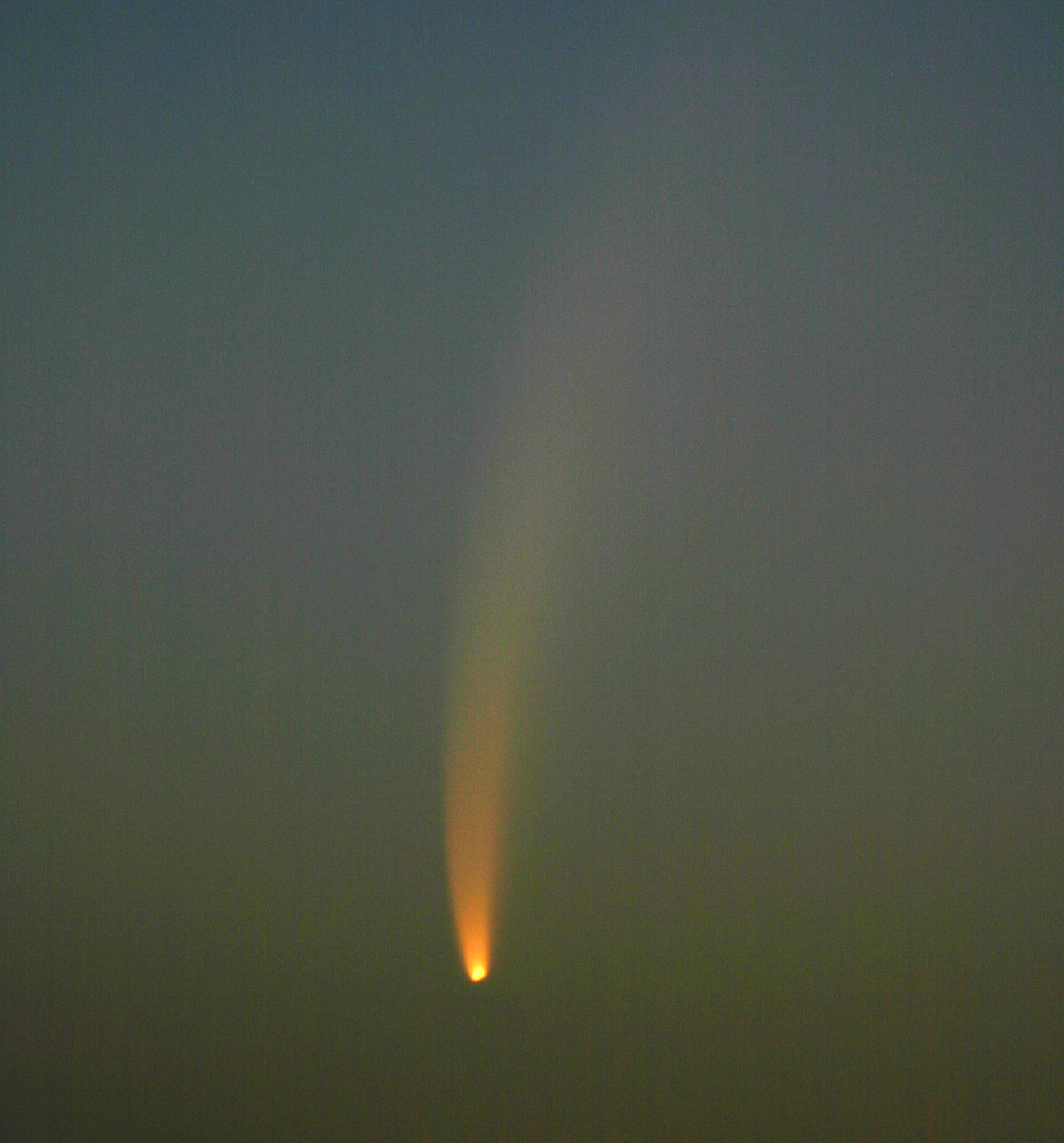
Komeet McNaught (C/2006 P1, perihelium in januari 2007) 18 januari 2007
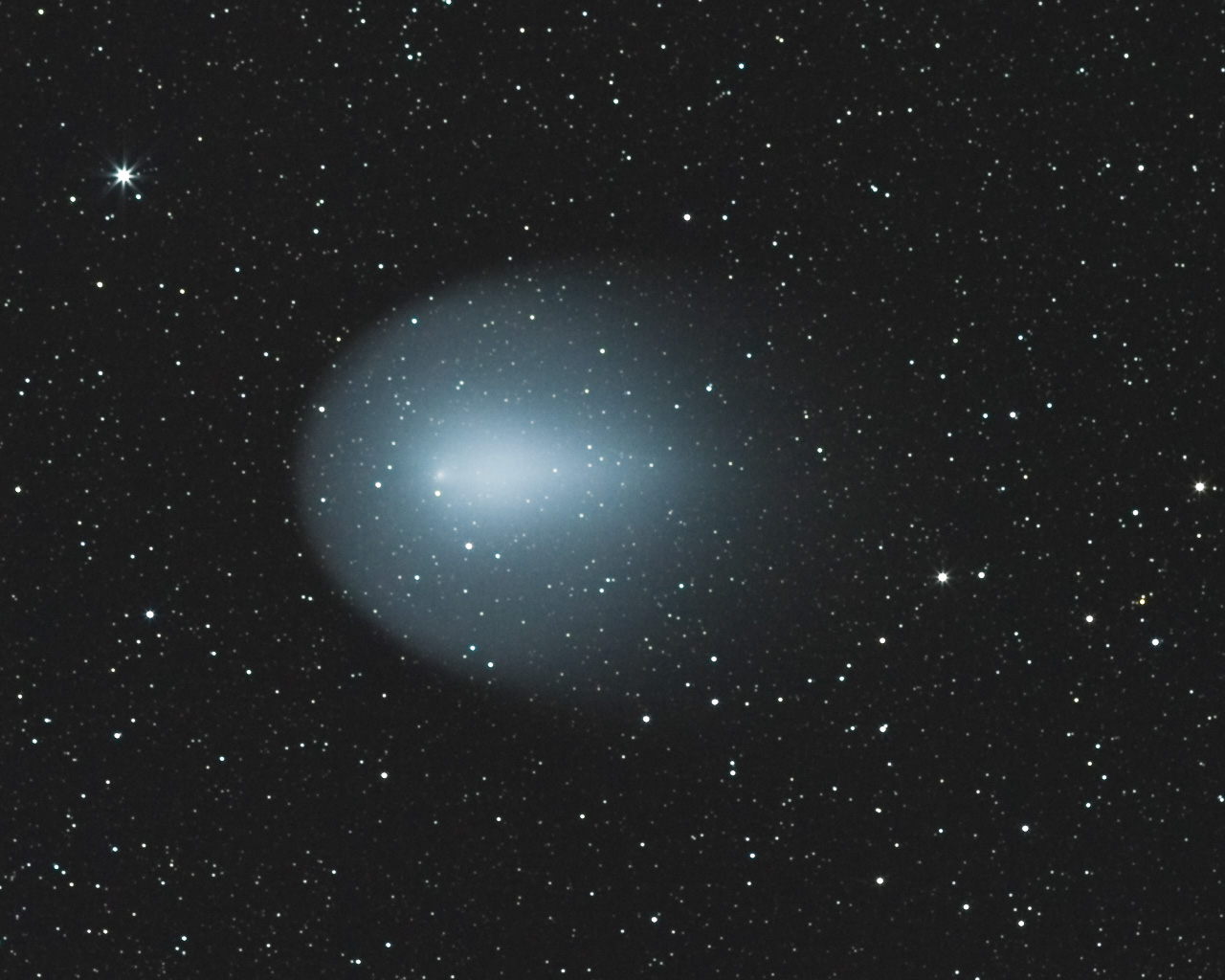
Komeet 17P/Holmes (werd in oktober 2007 onverwachts erg helder) 27 november 2007

## Exokometen
Er zijn ook kometen gevonden in de buurt van andere sterren dan de Zon. Dit worden exokometen genoemd. Begin 2013 waren er tien exokometen bekend.

## Geschiedenis van het onderzoek naar kometen

### China
Chinese waarnemers noteerden de verschijning van een komeet uit het Oosten in 1059 v.Chr., de oudst bekende vermelding. Twee soorten kometen werden onderscheiden: met een wazige atmosfeer (=coma) vrijwel zonder staart of met een duidelijke staart.

### Klassieke oudheid
Aristoteles en Posidonius schreven over kometen. Ook Aristoteles onderscheidde kometen met en zonder staart en verklaarde ze als hete, droge lucht die ontsnapt aan de aardatmosfeer. Seneca gaf in zijn Quaestiones naturales in boek 7 De cometis een overzicht van de opvattingen in zijn tijd. Seneca had kritiek op de Griekse astronoom Ephorus omdat deze het uiteenvallen van een komeet - mogelijk die van 373 v.Chr. - beschreven had. Onmogelijk, volgens Seneca.

### Renaissance en later
Edmond Halley vond dat de komeet van 1682 dezelfde baan had als die van 1531 en 1607 en concludeerde dat dit een en dezelfde komeet moest zijn. Deze werd naar hem genoemd als komeet Halley. Mogelijk is die van 240 BCE ook deze komeet, omdat die omstreeks dat jaar ook te zien moet zijn geweest - dit zou dan de oudst gedocumenteerde waarneming zijn van de Komeet Halley.
De Nederlander Dirk Klinkenberg ontdekte de Grote komeet van 1744 (C/1743 X1) die een staart met elf stralen had.
Om kometen te vinden, gebruikte men een speciale telescoop, een kometenzoeker.

## Bijbel, kunst en literatuur
Kometen werden vroeger beschouwd als aankondigers van belangrijke gebeurtenissen, zoals de geboorte van een toekomstig groot leider of toekomstige rampen.

### Bijbel en afgeleide kunst
In 1 Kronieken is sprake van een zwaard dat Koning David boven Jeruzalem waarnam. Dit zou de komeet in sterrenbeeld Leeuw van 959 v.Chr. geweest kunnen zijn.
Een van de mogelijke verklaringen voor de Ster van Bethlehem in het Evangelie volgens Matteüs, is dat het ging om een komeet. De Italiaanse schilder Giotto di Bondone verbeeldde dit in zijn beroemde schilderij L'Adorazione dei Magi en ESA's ruimtemissie Giotto naar komeet Halley is daarom naar hem genoemd.

### Middeleeuwen

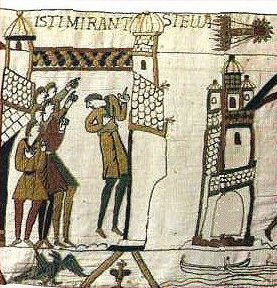
Komeet op het wandtapijt van Bayeux

Op het wandtapijt van Bayeux uit 1068 staat de komeet van 1066 afgebeeld.

### Shakespeare
In de toneelstukken van Shakespeare worden kometen als aankondiging van gebeurtenissen genoemd (Julius Caesar, 1 Henry VI).

### Sciencefiction
In sciencefictionverhalen worden kometen en planetoïden soms gebruikt als gemakkelijk ontginbare bronnen voor allerhande materialen. Kometen worden wel gezien als de woonplaats van toekomstige generaties ruimtebewoners die in de Oortwolk en Kuipergordel in reusachtige steden in uitgeholde kometen wonen.